# 15199 Rodnyanskaya
15199 Rodnyanskaya (tên chỉ định: 1974 SE) là một tiểu hành tinh vành đai chính. Nó được phát hiện bởi Lyudmila Chernykh ở Đài vật lý thiên văn Crimean gần Nauchnyj, Ukraine, ngày 19 tháng 9 năm 1974. Nó được đặt theo tên Larisa Zinov'evna Rodnyanskaya, a Ukrainian film director và producer.